# Плесси против Фергюсона
Плесси против Фергюсона (англ. Plessy v. Ferguson) 163 U.S. 537 (1896) — решение Верховного суда США, юридически оформившее расовую сегрегацию и подтвердившее её соответствие американской конституции.
В 1892 году Гомер Плесси (Homer Plessy), который на 1/8 был чернокожим, сел в поезде в вагон для белых. По законам Луизианы, он был арестован. Плесси обратился в суд, считая, что власти штата нарушают Четырнадцатую поправку к Конституции США, которая гарантирует равенство граждан перед законом. Плесси подал апелляцию в Верховный суд США, который в 1896 году постановил, что разделение граждан на чернокожих и белых не нарушает конституцию.
Данное решение укрепило в США явление расовой сегрегации. В ряде штатов были приняты законы, которые устанавливали сегрегацию в учебных заведениях, отелях, ресторанах, больницах, транспорте, туалетах. В судах было две Библии, одна из которых предназначалась для принесения присяги чернокожими.
Окончательная отмена сегрегации в США на законодательном уровне произошла спустя 60 лет. В 1963 году состоялся Марш 250 тысяч американцев на Вашингтон, которые требовали равных прав для чернокожих. В июне 1963 года президент Кеннеди в обращении к народу заявил о необходимости принять новое законодательство. Кеннеди был убит в том же году, но многие его предложения вошли в Закон о гражданских правах 1964 года, который запрещал дискриминацию.